# Hubert Schwarz
Hubert Schwarz (Oberaudorf, 13 september 1960) is een voormalig Duits noordse combinatieskiër & schansspringer.

## Carrière
Schwarz nam driemaal deel aan de noordse combinatie en eenmaal aan het schansspringen tijdens de Olympische Winterspelen.
Individueel was de negende plaats bij de noordse combinatie in Lake Placid de beste prestatie. In 1988 werd Schwarz olympisch kampioen op het nieuwe onderdeel estafette bij de Noordse combinatie.
In 1985 werd Schwarz wereldkampioen op de estafette bij de Noordse combinatie.

## Belangrijkste resultaten

### Noordse combinatie

#### Olympische Winterspelen
| Editie | Plaats      | Resultaten                  |
| ------ | ----------- | --------------------------- |
| 1980   | Lake Placid | 9e individueel              |
| 1984   | Sarajevo    | 24e individueel             |
| 1988   | Calgary     | 13e individueel · estafette |

#### Wereldkampioenschappen noordse combinatie
| Jaar | Plaats           | Resultaten     |
| ---- | ---------------- | -------------- |
| 1980 | Lake Placid      | 9e individueel |
| 1982 | Oslo             | 4e estafette   |
| 1984 | Rovaniemi        | 5e estafette   |
| 1985 | Seefeld in Tirol | estafette      |

### Schansspringen

#### Olympische Winterspelen
| Editie | Plaats      | Resultaten                          |
| ------ | ----------- | ----------------------------------- |
| 1980   | Lake Placid | 25e normale schans 41e grote schans |

#### Wereldkampioenschappen schansspringen
| Jaar | Plaats      | Resultaten                          |
| ---- | ----------- | ----------------------------------- |
| 1980 | Lake Placid | 25e normale schans 41e grote schans |